# Місцевий середній час

Графік вище нуля — сонячний годинник «поспішає», нижче нуля — сонячний годинник «відстає»

Місцевий середній час — є однією з форм сонячного часу, що коригує варіації локального сонячного часу, утворюючи єдину шкалу часу при певній довготі. Цей вимір часу повсякденно використовувався протягом XIX століття до того, як, починаючи з кінця 19-го століття, були введені часові пояси. Місцевий середній час усе ще важить на використання в астрономії та навігації.